# Дворец Пацев (Вильнюс)
Дворец Пацев — архитектурный памятник, находящийся в центральной части Сянаместиса в Вильнюсе, на ул. Швянто Йоно, № 3 (Šv. Jono g. 3 ). Дворец является охраняемым государством объектом культурного наследия регионального значения; код в Регистре культурных ценностей Литовской Республики 760.

## История дворца
Дворец был построен в конце XVI века на месте, где ранее располагался каменный дом Пигульчинского. В конце XVI века дворец приобрёл староста генеральный жемайтский Иероним Волович. В первой половине XVII века дворец перешёл во владение Радзивиллам, затем Казимиру Льву Сапеге, а, по-видимому, в середине XVII века во владение рода Пацев. В 1655 году, во время русско-польской войны, здание дворца сгорело.
Отстроенный после войны дворец принадлежал среди других: старосте генеральному жемайтскому Петру Михаилу Пацу, гетману великому литовскому Михаилу Казимиру Пацу, а также каштеляну жемайтскому Юзефу Францишеку Пацу. В 1764 году дворец унаследовал последний из рода Пацев — генеральный литовский маршалок Михаил Ян Пац.
В 1783 году обветшавший дворец купил канцлер великий литовский Александр Михаил Сапега, полностью отремонтировавший и украсивший здание. После ноябрьского восстания в 1831 году дворец был конфискован царскими властями за участие в восстании тогдашнего владельца генерала Францишека Сапеги. В конфискованном дворце расположилась резиденция губернатора Литовско-Виленской губернии.
С 1912 года в здании, перестроенном по проекту архитектора А. Сонина, находились русское дворянское собрание и ресторан «Русский мир».
После Второй мировой войны дворец был передан во владение работников средств связи, и в нём располагался Дом культуры связистов. После восстановления независимости Литвы перешёл во владение Литовской почты. В 1991 году был завершён ремонт дворца, проводившийся с 1978 года Польским обществом охраны памятников.
27 июля 2007 года дворец был официально выкуплен Министерством Иностранных Дел Польши, для размещения новой резиденции посольства Польши в Литве, генерального консульства и Польского института. Польское правительство заплатило за дворец 33 миллиона литов (36 миллионов злотых), а литовская почта благодаря этой сделке должна была погасить свои долги.
В сентябре 2007 года, за месяц до запланированного начала переезда во дворец польских учреждений, пресс—служба Генеральной прокуратуры Литвы объявила о начале расследования обстоятельств продажи дворца правительству Польши, по заявлению известных своей антипольской позицией председателя Литовской партии центра Ромуальдаса Озоласа, председателя Литовского народного союза Гинтараса Сонгайльи и члена государственной комиссии народного достояния Эугениуша Йовайши.

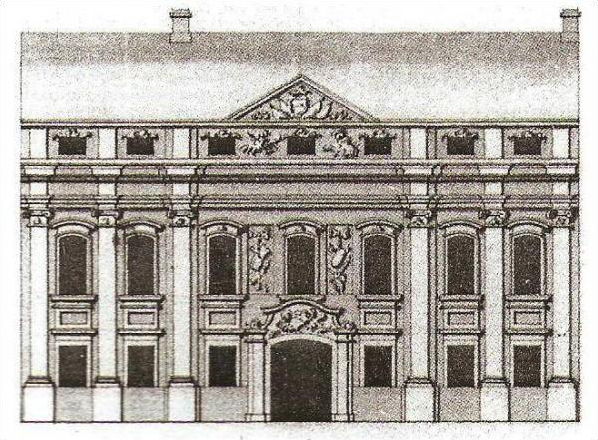
Иллюстрация XIX века
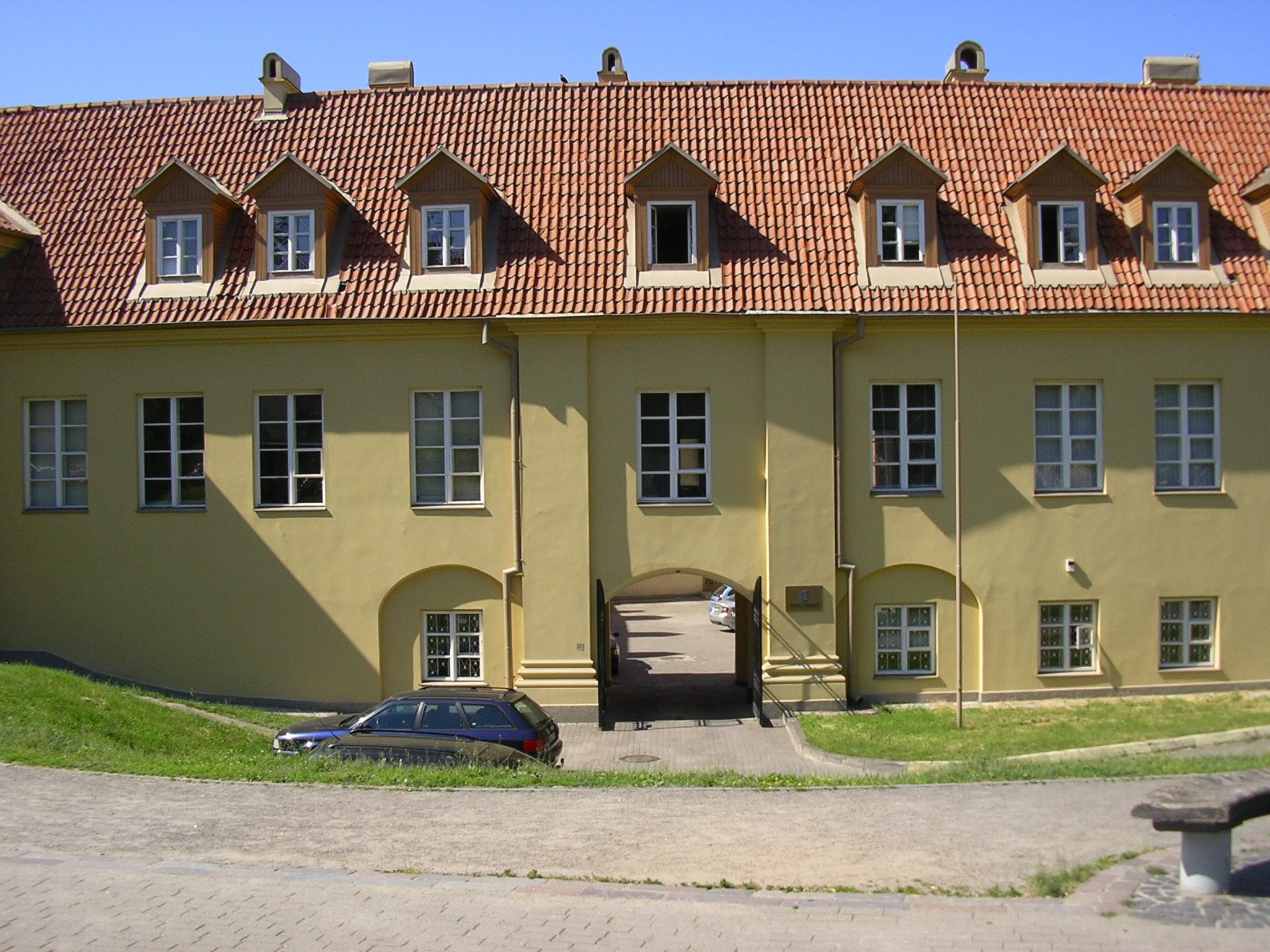
Внутренний двор
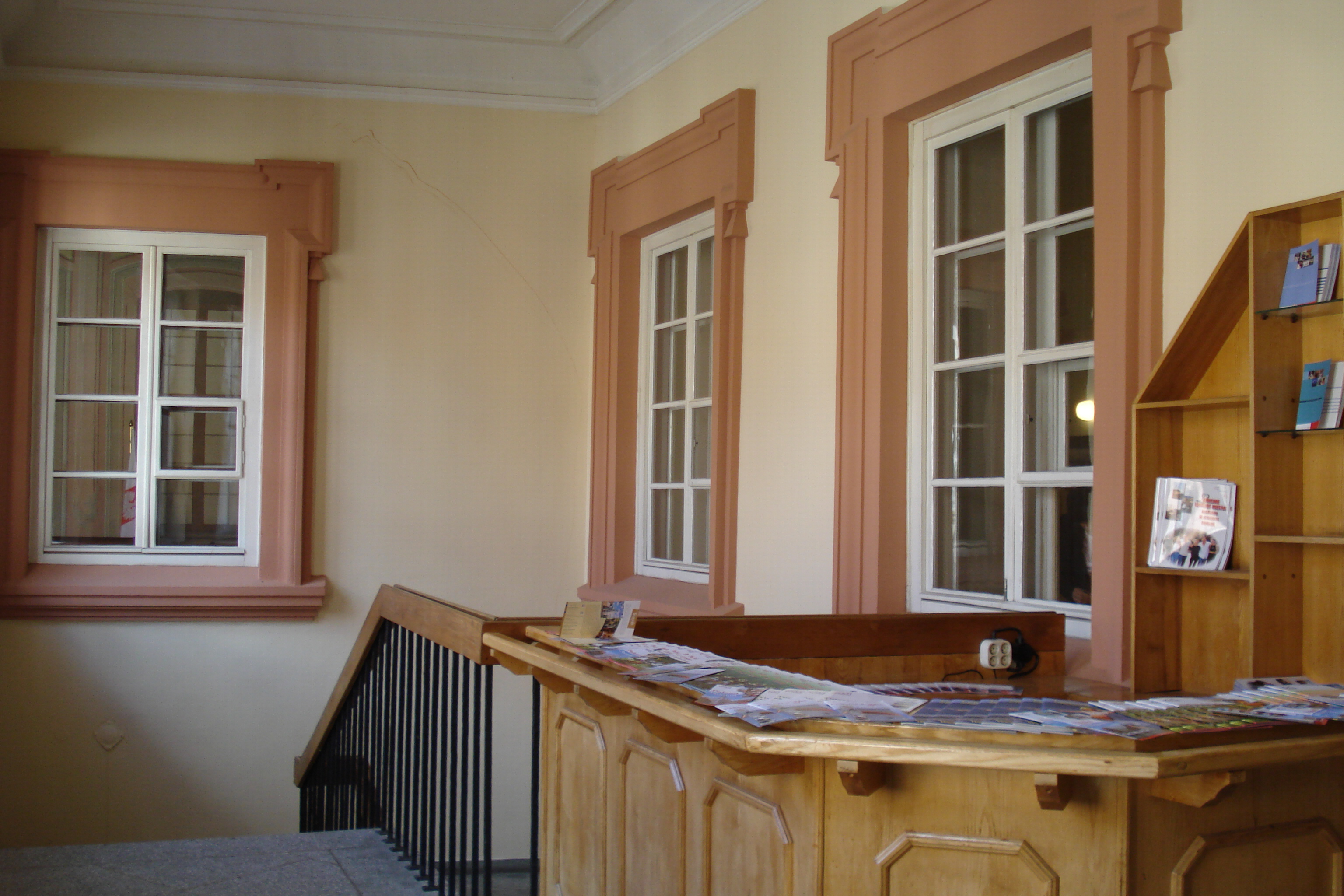
Интерьер
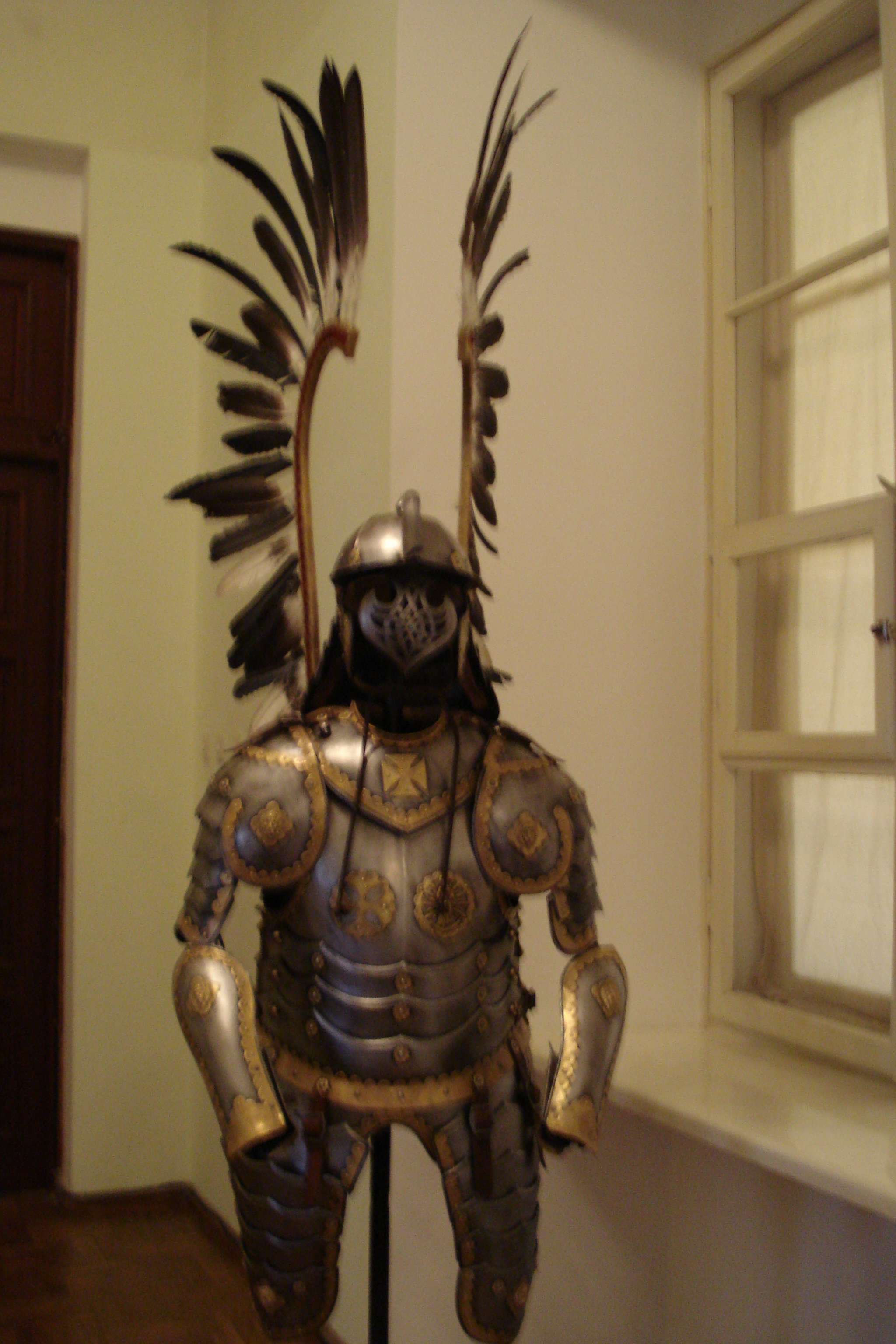
Рыцарь в посольстве Польши в Литве